# Aile elliptique

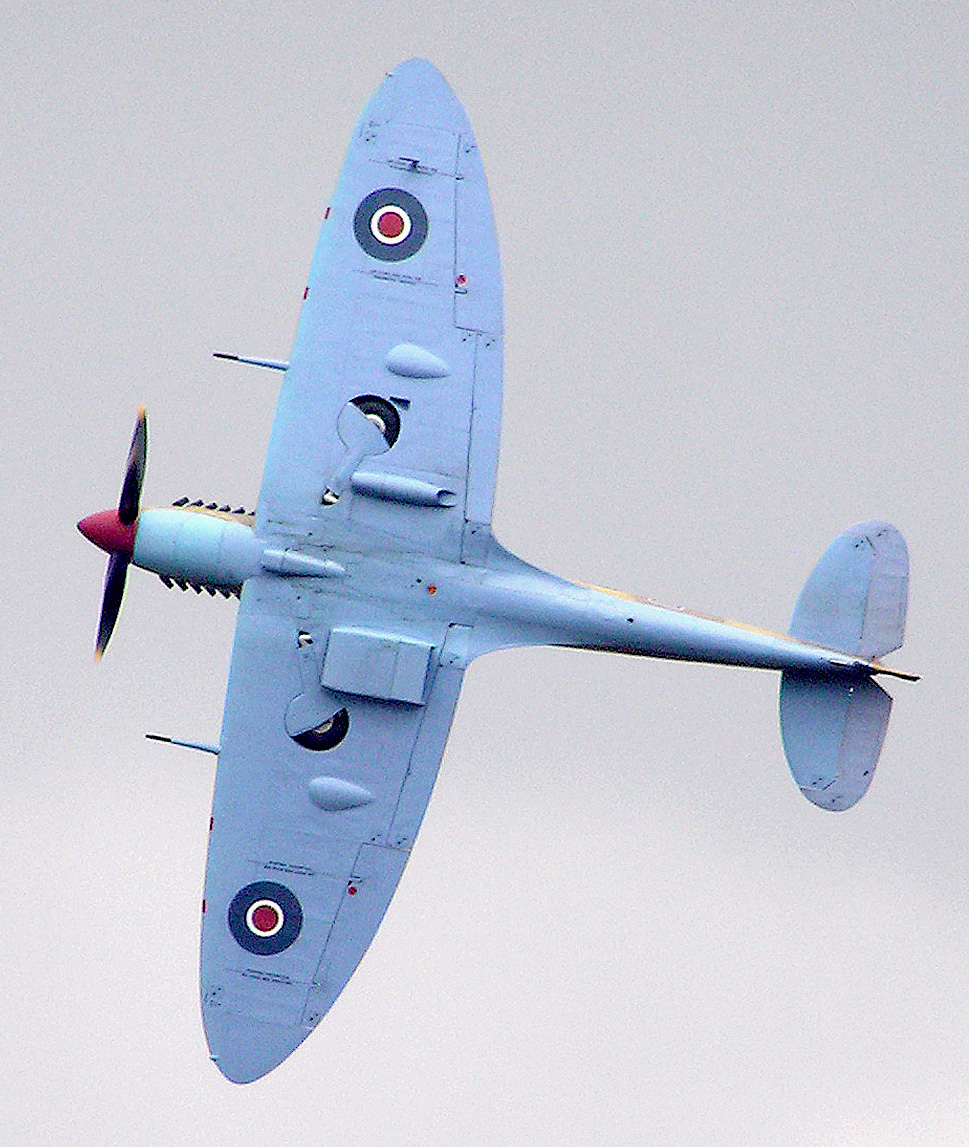
Supermarine Spitfire et son aile elliptique.

Une aile elliptique est une forme d'aile apparue dans les années 1920 pour diminuer la traînée aérodynamique.
La forme elliptique diminue la surface de l'aile à son extrémité, entraînant un écoulement de l'air homogène sur toute la longueur et une force de portance proche de zéro à son extrémité, le tout améliorant l'efficacité aérodynamique grâce à la réduction de la traînée induite.
Son usage est cependant resté limité pour diverses raisons :
- la fabrication de composants elliptiques est difficile et coûteuse ;
- Une ellipse tronquée peut avoir la même efficacité ;
- une aile trapézoïdale, moins complexe à fabriquer, est d'une efficacité proche, ou même supérieure si elle a un meilleur profil (ex.: le P-51 "Mustang") ;
- la force de portance uniforme sur toute l'aile augmente les risques de décrochage à basse vitesse.

## Historique
L'aile elliptique est apparue dans le milieu des années 1920 sur l'avion allemand Baumer B II Sausewind ("Brise"), puis sur le Heinkel He 70 au début des années 1930, un avion postal ou de reconnaissance rapide. Il en a résulté le bombardier Heinkel He 111 dont les premières versions disposaient d'une aile elliptique. 
Le concept a été repris par Reginald Mitchell sur les avions britanniques Supermarine de la coupe Schneider dans les années 1930. Ils ont donné naissance à un des meilleurs chasseurs de la Seconde Guerre Mondiale, le Supermarine Spitfire. 
Cette configuration a aussi été utilisée par Seversky pour le chasseur P-35. 
En Finlande, l'avion d'entraînement et de liaisons VL Pyry fut également conçu avec une aile elliptique.
La plupart des chasseurs américains Republic P-47 Thunderbolt disposaient d'aile elliptique, à l'exception des derniers modèles qui disposaient d'extrémités d'ailes carrées pour améliorer le taux de roulis aux basses altitudes, comme cela avait d'ailleurs été adopté pour le Spitfire.
Le LP1 de la société Algie Composite Aircraft utilise une vraie aile elliptique, plus pure que celle du Spitfire.
Plusieurs avions contemporains utilisent des ailes conventionnelles avec des extrémités elliptiques, pour tirer profit de ses avantages sans les difficultés de fabrication. Mais le bénéfice réel est limité.